# 標的制御注入

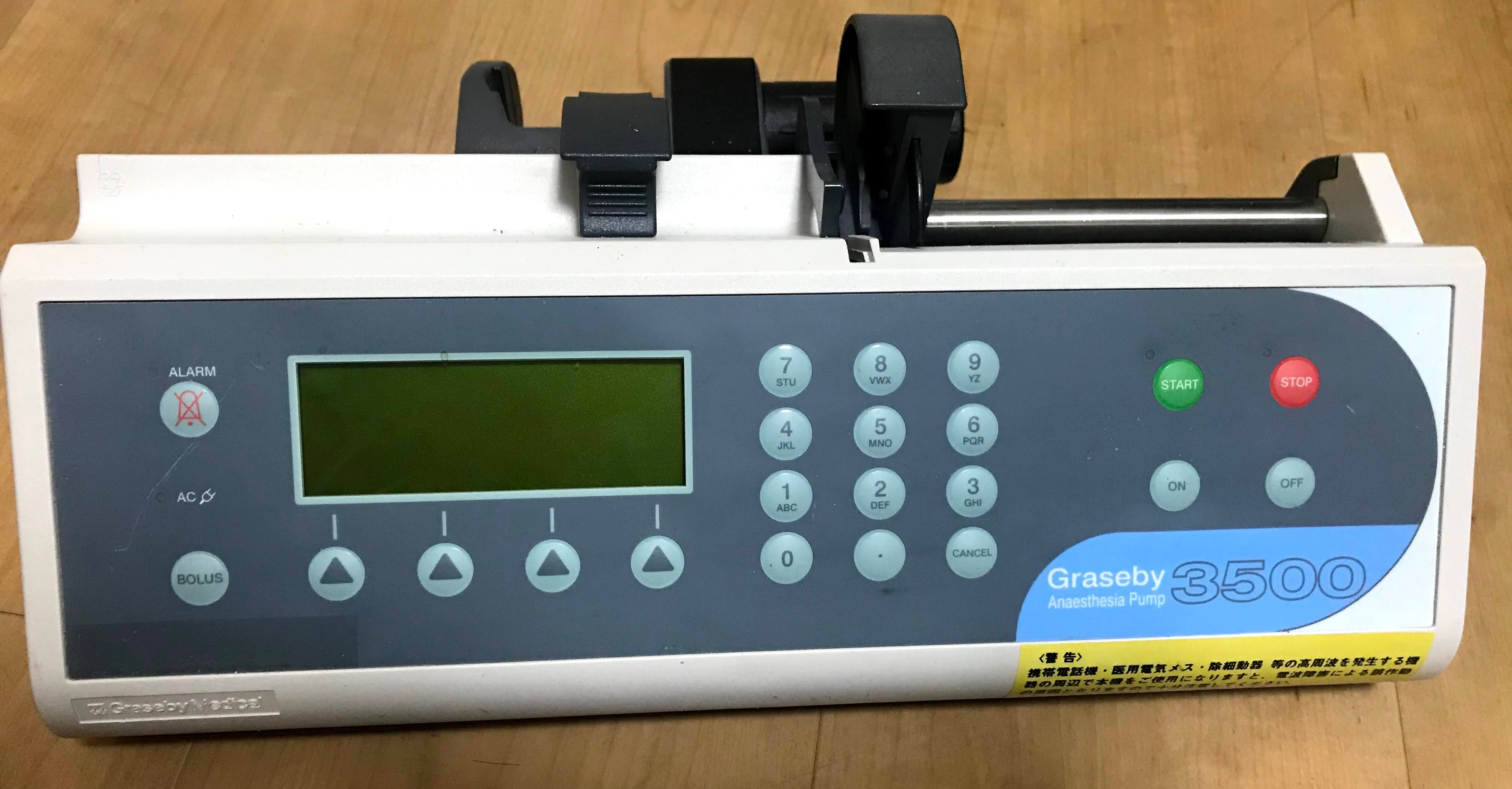
プロポフォールの標的制御注入が可能なシリンジポンプ

標的制御注入（ひょうてきせいぎょちゅうにゅう、英：Target controlled infusion、英略：TCI）とは、薬物動態学上の体内区画（「コンパートメント」とも）または目的の組織において、ユーザーが設定した薬物濃度（効果部位濃度）を達成することを目的とした静脈内薬物注入法のことである。日本で臨床導入されて20年以上経つが、逐語訳である標的制御注入よりも英略語である"TCI"の呼称が一般的である。日本では、プロポフォールが、マイクロコンピュータ内蔵のシリンジポンプで、この方法で投与されることが多い。全静脈麻酔で頻用されている。

## 概要
シリンジポンプによる通常の薬剤の静脈内投与は単位時間あたりの注入流量を設定し、その設定通りの精密持続注入が行われるものである。静脈麻酔薬の脳内濃度がどうなるかを知るには薬物動態学におけるコンパートメントモデルに立脚する微分方程式を逐次解く必要があるが、分単位で投与量の調節を行う全身麻酔においては、現実的では無い。TCIは、ユーザーが効果部位濃度又は血中濃度を、マイクロコンピュータ内蔵シリンジポンプに設定すると、ソフトウェアがこの濃度になるように薬剤の投与速度の計算を行い、シリンジポンプの流量を秒から分単位で自動調節を行うものである。日本では2023年現在は血中濃度を設定するものが市販されている。
ユーザーがTCIシステムを用いて薬（主として麻酔薬）を投与する場合、所定の濃度（通常「効果部位濃度」と呼ばれる）を設定し、設定した目標濃度に対する観察された患者の反応（血圧、心拍数、脳波など）に基づいて、効果部位濃度を変更する。TCIシステムは、マルチコンパートメント薬物動態モデルとそれに付随する多次方程式を用いて、効果部位濃度を達成するために必要な注入速度を自動調節するようにプログラムされている。静脈麻酔薬の作用部位は原則的に脳であるため、効果部位濃度はほぼ脳内濃度と考えてよい。しかし、TCIは非脱分極性筋弛緩薬にも適用できるため、この場合の効果部位濃度は作用部位である神経筋接合部ということになる。現実的にはヒトにおける脳内濃度や神経筋接合部の濃度をリアルタイムで測定する事はほぼ不可能であるため、効果部位濃度は薬物動態学上の仮想的な濃度である。
日本で唯一臨床使用可能で、なおかつ頻用されているプロポフォールのTCIでは、プロポフォールの効果部位濃度をシリンジポンプに設定すれば、数分以内にシリンジポンプがその濃度になるように自動注入を行う。理論上は他の薬剤でもTCIは可能だが、2022年10月30日時点では保険承認されていない。
TCIは、手動で制御される注入と同じくらい安全で効果的とされる。

## 分類
TCIは、ターゲットによって分類される。TCIeのように接尾辞「e」は、ターゲットが効果部位、ほとんどの場合、中枢神経系または脳であることを示す。あるいは、接尾辞「p」は血漿を表し、TCIモデルを実装するデバイスが血漿を標的とすることを示す。効果部位の平衡化にかかる時間に関しては、部位によって大きな違いがある。効果部位標的モデルの臨床的安全性は研究により、実証されている。日本で2023年現在使用可能なテルフュージョンシリンジポンプSS型3TCIはTCIpであるが、ディスプレイには効果部位濃度も表示される。実質的に実用可能なTCIソフトウェアの元祖であるStanpumpは、TCIpもTCIeも共に可能である。

## 例
プロポフォールと合成オピオイドのレミフェンタニルには、一般的なTCIモデルが存在する（日本ではレミフェンタニル専用のマイクロコンピュータ内蔵シリンジポンプは未承認）。モデルは薬物動態研究に基づいており、注入装置に組み込まれたソフトウェアを使用している。プロポフォールにはMarshとSchniderのシミュレーションモデルがあり、レミフェンタニルにはMintoのモデルが一般的に使用されている。他にはレミマゾラム、フェンタニル、ミダゾラム、リドカイン、ロクロニウム、など、麻酔科領域で頻用される多くの薬剤にTCIモデルがある。プロポフォール以外のTCIは技術的には十分可能だが、日本においては臨床応用が頓挫しており、薬機法の承認に至っていない。

## 歴史
1988年 スティーブン・シェイファーがIBM-PCで動作し、シリンジポンプを制御できるTCIプログラム"Stanpump"を公開した。IBM-PCとシリンジポンプをシリアルケーブルで接続すれば、シリンジポンプが制御可能となる。対応シリンジポンプはGraseby 3500など。なお、シェイファーは、2023年現在まで活躍を続けている。
1994年　日本静脈麻酔・Infusion Technology研究会が設立された。
TCIは1996年以来、プロポフォールとともに臨床現場で使用されている。
2001年　テルモ社がテルフュージョンTCIポンプTE-371を日本で発売。アストラゼネカがTCI対応のプロポフォールのプレフィルドシリンジ製剤を発売。
2007年　日本静脈麻酔・Infusion Technology研究会が名称を変更して日本静脈麻酔学会となった。
2011年　TCIが医療ニーズの高い医療機器の早期導入に関する検討会で取り上げられ、選定された（2023年時点では開発中止）。
2014年　MicrosoftがWindows XPのサポート終了を発表した。StanpumpはMS-DOS上で動作するため、Windows XPよりも新しいWindows系OSではMS-DOSとの互換性を持たないために、使用が困難となった。
2017年TCI モデルをPython言語でエミュレートするプロジェクトがGitHubで公開された（PyTCI）。
2018年　テルモ社が後継機種のテルフュージョンシリンジポンプSS型3TCIを発売